# Iberdrola
Iberdrola, S. A. (BME: IBE), es una empresa española que tiene su sede en Bilbao, en el País Vasco, España. Es un grupo empresarial dedicado a la producción, distribución y comercialización de energía. Su nombre es el resultado de la fusión en 1992 de Iberduero e Hidroeléctrica Española (Hidrola), dos empresas eléctricas privadas que, a su vez, eran el resultado de fusiones anteriores.
Iberdrola constituye una de las grandes empresas eléctricas a nivel internacional, es el primer grupo energético de España por capitalización bursátil y la segunda eléctrica más valiosa del mundo situandose, además, a la cabeza del sector eólico mundial. Suministra energía a cerca de 100 millones de personas en varios países y desarrolla sus actividades de renovables, redes y comercial en Europa (España, Portugal, Reino Unido, Francia, Alemania, Italia y Grecia), Estados Unidos, Brasil, México y Australia y mantiene como plataformas de crecimiento mercados como Japón, Irlanda, Suecia y Polonia, entre otros.
Tiene una plantilla con más de 40 000 empleados y unos activos de más de 150 000 millones de euros. En 2022, obtuvo un beneficio neto de 4339 millones de euros, un 11,7 % más que en 2021. En cuanto a la cifra total de ventas, se va hasta los 53 949,4 millones de euros, un 38 % por encima de los 39 113,5 del año pasado.
En 2015, se comprometió a reducir las emisiones de CO2 en un 50 % para 2030 y a finales de 2017 anunció su intención de cerrar todas las centrales térmicas de carbón que tenía en el mundo. En 2021 estuvo entre las 10 empresas que emitieron más toneladas equivalentes de CO2 en España con 2,4 Mt.
Con una producción libre de emisiones del 84 % de forma global, siendo ese porcentaje del 90 % en España, Iberdrola se ha comprometido a ser neutra en carbono en 2030 en Europa, donde sus emisiones ya son de alrededor de 50 g/kWh en octubre de 2021, así como a reducir su intensidad de emisiones de CO2 a nivel global hasta los 50g/kWh —serían de 70g/kWh a finales de 2025—, hasta ser neutra en carbono a nivel global en 2050. La compañía también se ha marcado el objetivo de reducir las emisiones absolutas de gases de efecto invernadero (GEI) en los alcances 1, 2 y 3, un compromiso que ha sido aprobado por la iniciativa Science Based Target y que está alineado con el Acuerdo de París.

## Historia

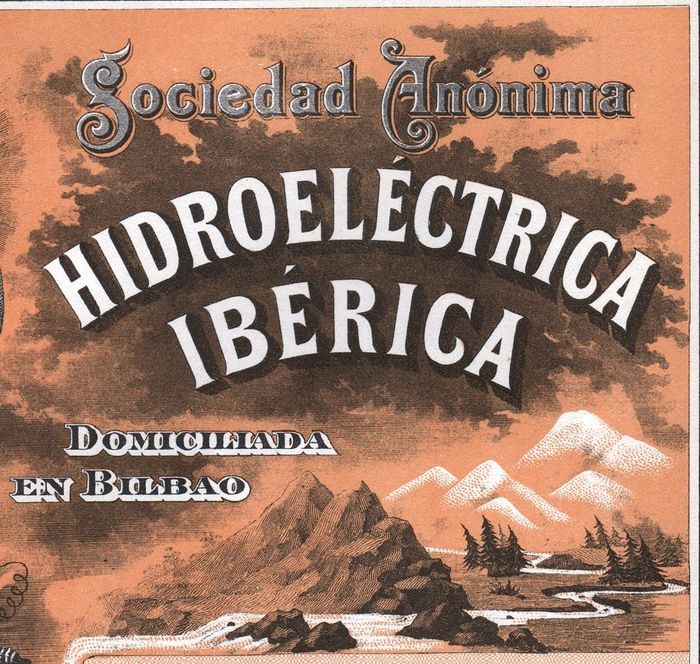
Cartel de Hidroeléctrica Ibérica, una de las sociedades que tras varias fusiones dio lugar a Iberduero

Iberdrola nació en 1992 como resultado de la fusión de Hidroeléctrica Española e Iberduero.
- Hidroeléctrica Española (también conocida como Hidrola) fue fundada en 1907.
- Iberduero nace en 1944 de la fusión de Hidroeléctrica Ibérica (fundada en 1901) y Saltos del Duero (fundada en 1918). En este proyecto tuvo un papel destacado el empresario bilbaíno Horacio Echevarrieta.

Varios emprendedores estadounidenses crean en 1840 la Hartford City Light Company, dando el pistoletazo de salida a la constitución en la Costa Este de Estados Unidos de Energy East, que más adelante se convertirá en Iberdrola USA. A miles de kilómetros, en España se desarrolla un proceso parecido. En 1901, un grupo de empresarios liderado por el ingeniero Juan de Urrutia constituye en Bilbao Hidroeléctrica Ibérica. En 1907 los accionistas de Hidroeléctrica Ibérica fundan Hidroeléctrica Española, que abastecerá a Madrid y Valencia. Una década después nace Saltos del Duero, que en 1935 inaugura el primer gran aprovechamiento hidroeléctrico del país: el salto de Ricobayo.
El estallido de la Primera Guerra Mundial obligó al sector a buscar nuevas fuentes y a levantar grandes redes de distribución. En un contexto convulso, las eléctricas estadounidenses comenzaron a integrarse, con el fin de alcanzar la solidez necesaria para hacer frente a los vaivenes económicos y financieros. Pero nadie previó la magnitud del crack bursátil de 1929, que llevó al límite a estos grupos emergentes. En España, inmersa durante las primeras décadas del siglo XX en una etapa de crecimiento económico, a partir de 1936, y debido a la Guerra Civil, se frenó radicalmente el desarrollo, se destruyeron instalaciones y quedaron dificultadas las tareas de mantenimiento de los pocos equipos de producción eléctrica que quedan en pie.
En los años 40 Hidroeléctrica Ibérica y Saltos del Duero se integraron para constituir Iberduero.
En 1955 nació en Escocia South of Scotland Electricity Board, que sienta las bases de lo que cuatro décadas más tarde será Scottish Power, constituida en 1990. Dos años más tarde se unen Hidroeléctrica Española e Iberduero, lo que da origen a Iberdrola.
Constituidas Scottish Power e Iberdrola, en Estados Unidos se creó Energy East Corporation en 1998: New York State Electric & Gas adquiere Central Maine Power, Southern Connecticut Gas Company, Connecticut Natural Gas Company, Berkshire Gas Company y RGS Energy Group (matriz de Rochester Gas & Electric).
La empresa inició en los últimos años del siglo XX su expansión en Latinoamérica, fundamentalmente en México y Brasil.
A partir del año 2001 la empresa apuesta por las energías renovables y desde 2006 continuó la expansión internacional, aumentando su presencia en Reino Unido, Estados Unidos y Brasil a través de la integración de Scottish Power, Energy East y Elektro, respectivamente.
En 2014 empezóa a funcionar la central hidroeléctrica de bombeo La Muela II, de 850 MW, que, junto con La Muela I, constituye el mayor complejo de este tipo de Europa con casi 1500 MW. Ese año también se termina el primer parque eólico marino de Iberdrola en el mar de Irlanda (Reino Unido), West of Duddon Sands con 389 MW de potencia y se completa la instalación de la línea de transporte de alta tensión de Maine que conecta Estados Unidos y Canadá.
En 2016 Iberdrola operaba en Estados Unidos bajo la denominación de Avangrid, fruto de la fusión de Iberdrola USA y UIL Holdings. La filial estadounidense de Iberdrola cuenta con una cartera de proyectos renovables de 5900 MW en Estados Unidos. En el 2014, Avangrid, que empleaba a unas 7000 personas, presentó un resultado bruto de explotación (Ebitda) de 1938 millones de dólares y un beneficio de 539 millones de dólares. La empresa cotiza en la Bolsa de Nueva York. El grupo suma 3,1 millones de puntos de suministro y unos 6800 MW de capacidad instalada, de los que unos 5800 MW son de energías renovables.
En el año 2016 comenzó a patrocinar la nueva Liga de Fútbol femenino, que adoptó su nombre, y colabora con el Consejo Superior de Deportes en el programa Universo Mujer. Actualmente recibe el nombre de Primera Iberdrola. También en ese año, pone en marcha en Brasil el complejo de los Calangos, la mayor instalación eólica de América del Sur.
En 2017, Neoenergia incorpora los negocios de Elektro para crear un líder eléctrico en Brasil y Latinoamérica, y pone en marcha el parque eólico marino de Wikinger en Alemania.
En el año 2019, lanza la convocatoria de su Programa Social 2020 para apoyar a colectivos vulnerables, con un presupuesto de más de un millón de euros; inaugura la central hidroeléctrica de Baixo Iguaçu, que suministrará energía limpia a un millón de brasileños; el parque eólico marino East Anglia ONE comienza a generar energía eléctrica limpia; y lanza i-DE, la nueva marca de su actividad de distribución eléctrica en España, que gestiona 270 000 km de líneas eléctricas digitalizadas y opera en diez CC. AA. Entró ese año en el ranking de las 100 compañías más sostenibles del mundo, según la última clasificación realizada por Corporate Knights.Iberdrola fue así la firma española que figuró en mejor posición en el ranking, al ocupar el puesto 19, dos plazas por debajo de su posición del año pasado. Además, la Comisión europea clasificó a Iberdrola como la utility española más innovadora y a tercera de Europa. La contribución fiscal directa de Iberdrola en el mundo ascendió a 8156 millones de euros en 2019, 217 millones más que en 2018.
En 2020, unas inversiones récord de 8158 millones de euros elevan el beneficio neto de Iberdrola a la cota histórica de 3406 millones de euros en 2019, un 13 % más. Ese año pone en marcha la mayor planta fotovoltaica de Europa: la planta Núñez de Balboa (500 MW) en Badajoz; sitúa en España su centro mundial de innovación de redes inteligentes para liderar la transición energética; en Australia comienza la construcción de Port Augusta, su primera planta híbrida eólica solar en el mundo. En Estados Unidos, la operación de compra de PNM Resources, la eléctrica de Nuevo México y Texas está pendiente del permiso de la Comisión Reguladora, hasta que en 2024 Iberdrola renuncia por incumplimiento de las condiciones previstas.
En 2021, Iberdrola anunció a través de su filial británica Scottish Power, la inversión de 6000 millones de libras adicionales (7090 millones de euros) en la construcción del parque eólico marino East Anglia Hub (Mar del Norte – Reino Unido).
Se trata de un macrocomplejo eólico marino, que agrupará tres proyectos con una capacidad instalada total de 2900 MW: East Anglia ONE North, East Anglia TWO e East Anglia THREE. Las obras, que supondrán una inversión de 10 000 millones de libras, comenzaron en 2022y se prolongarán durante cuatro años.
En 2022, la compañía energética inauguró la planta de hidrógeno verde de Puertollano (Puertollano – Ciudad Real). La planta podrá producir hasta 3000 toneladas de hidrógeno renovable anuales. Suministrará hidrógeno limpio a la fábrica del Grupo Fertiberiaen esta localidad, que reducirá así el consumo de gas natural contaminante.
La inversión total en la planta de Puertollano es de150 millones de euros. Incluye tanto las instalaciones de hidrógeno verde como una central fotovoltaica dedicada. En cuanto a su producción, podrá llegar hasta 3000 toneladas de hidrógeno verde anuales y, además, evitar la emisión de 78 000 toneladas de CO2 al año.
En 2022, Iberdrola inauguró la gigabatería hidroeléctrica de Tâmega (río Tâmega – norte de Portugal), el principal proyecto de estas características en Europa y cuya inversión asciende a más de 1500 millones de euros. Asimismo, la gigabatería supone la construcción de tres presas y tres centrales (Gouvaes, Daivoes y Alto Tamega) con una capacidad conjunta de 1158 MW, lo que supondrá un aumento del 6 % de la potencia eléctrica total instalada en el país.
En 2022, unas inversiones de 10 730 millones de euros elevan el beneficio neto de Iberdrola hasta los 4339 millones de euros, lo que supone un avance del 11,6 % respecto al año anterior. Durante el ejercicio, Iberdrola alcanzó los 40 GW renovables operativos y espera sumar 7675 MW en los próximos cuatro años (de ellos, 3500 MW serán de eólica marina). Además, tuvo una emisión de tan solo 59 gramos CO2/kWh en Europa.
En 2023, suscribe un acuerdo para vender más de 8400 MW de ciclos combinados y gas en México por un valor de 6000 millones de euros. También, empieza la construcción del primer parque eólico marino a escala comercial de Estados Unidos (Vineyard Wind 1) a través de Avangrid, su filial en este país, y cierra un acuerdo con Masdar para coinvertir en el parque eólico marino Baltic Eagle en Alemania. Este año además firma una alianza estratégica con BP para acelerar la transición a una movilidad sostenible, invirtiendo 1000 millones de euros para desplegar una red de recarga pública de 11.700 puntos de recarga rápida y ultrarrápida en España y Portugal.
En 2024, Iberdrola ha adquirido la distribuidora eléctrica británica Electricity North West (ENW), su mayor operación en casi 10 años, por un valor de 5000 millones de euros, siguiendo su plan estratégico de focalizarse en redes eléctricas. También, ha inaugurado su cuarto parque eólico marino en el mundo, y primero de Francia, Saint Brieuc (496 MW) en el que ha invertido 2400 millones de euros.
En diciembre de 2024, Iberdrola completa la fusión de su filial Avangrid tras recibir la aprobación del regulador de Nueva York. Iberdrola destaca que esta fusión le permitirá invertir de forma más eficiente en Estados Unidos, impulsando nuevos proyectos energéticos en redes y renovables.
En marzo de 2025, y a través de su filial ScottishPower, adquiere el 88 % de la distribuidora eléctrica inglesa Electricity North West (ENW) por 5.000 millones de euros, tras la aprobación de la operación por parte de la Autoridad de Competencia y Mercados del Reino Unido. 
En abril de 2025, la eléctrica vasca cierra un acuerdo con la eléctrica japonesa Kansai para coinvertir en el parque eólico marino Windanker (315 MW) en el Mar Báltico, manteniendo el 51 % del control. La operación refuerza la alianza estratégica anunciada en febrero de ese mismo año para impulsar proyectos conjuntos en redes y renovables a nivel global, en línea con la estrategia de electrificación y rotación de activos del grupo. 

## Cronología
Iberdrola ha hecho frente a diversos proyectos de fusión y ha realizado otras adquisiciones:
- 1997: Intento de fusión de Iberdrola y Repsol. No se llevó a efecto por falta de acuerdo entre ambas compañías.
- 1999: Intento de fusión de Iberdrola y Repsol. No se cerró por la negativa de CaixaBank (principal accionista de Repsol).
- 2000: Intento de fusión de Iberdrola y Endesa, que fue abandonado por las condiciones impuestas por el Gobierno de España.
- 2003: Intento de OPA hostil de Gas Natural sobre Iberdrola, vetado por la Comisión Nacional de Energía (CNE).
- 2006: Adquisición de Scottish Power por Iberdrola en noviembre de 2006, que culminó con la absorción de esta compañía en abril de 2007. La operación creó la tercera mayor utility de Europa.
- 2008: Adquisición de la compañía americana Energy East por Iberdrola.
- 2011: Adquisición de la compañía brasileña Elektro.
- 2015: Iberdrola compra la empresa de servicios energéticos UIL, compañía estadounidense cotizada, por 2647 millones de euros.[31]
- 2015: Nace Avangrid, tras la integración amistosa entre Iberdrola USA y UIL Holdings Corporation, y comienza a cotizar en la bolsa de Nueva York.[32]
- 2015: Iberdrola comienza a colaborar con la AECC en la concienciación y recaudación de fondos para la investigación.[33]
- 2016: Iberdrola, única eléctrica española entre las 100 compañías más sostenibles del mundo.[34]
- 2019:Neoenergia, filial de Iberdrola, debuta en la Bolsa de São Paulo con la mayor colocación del sector energético brasileño desde el año 2000.[35]
- 2019: Iberdrola es la primera compañía multinacional que obtiene el Certificado de Empresa Saludable de AENOR a nivel mundial.[36]
- 2019: Iberdrola entra en el negocio solar en Portugal.[37]
- 2020: Adquisición de la compañía australiana Infigen Energy 41,[38] que pasará a llamarse Iberdrola Australia a partir del año siguiente.
- 2020: Adquisición de Aalto Power, una compañía francesa de energías renovables con proyectos de energía eólica en funcionamiento y otros en desarrollo.[39]
- 2020: Iberdrola anuncia su intención de comprar en Estados Unidos a través de su participada Avangrid la compañía PNM Resources, la eléctrica de Texas y Nuevo México,[40] pero tras varios años pendiente de la autorización de la Comisión de Regulación de Nuevo México[41] anuncia finalmente, en 2024, que renuncia a la operación por el incumplimiento de las condiciones previstas,[42] y así centrarse en otras opciones de crecimiento internacional.[43]
- 2020: Adquisición de la distribuidora CEB-D de Brasilia en Brasil.[44]
- 2020: Adquisición de la empresa Acacias Renewables en Japón.[45]
- 2021: Adquisición de una cartera de proyectos de eólica marina en Taiwán[46]
- 2023: Venta a México Infrastructure Partners (MIP) de los activos provenientes de fuentes no renovables en este país.[47]
- 2024: Compra de la distribuidora eléctrica británica Electricity North West (ENW) por 5000 millones de euros.[48]
- 2024: Iberdrola alcanza un acuerdo para comprar el 18,4 % que le faltaba de su filial estadounidense, Avangrid.[49]
- 2024: Inauguración del cuarto parque eólico marino del grupo, Saint Brieuc, en Francia.[50]
- 2024: Completa la adquisición del 100 % de Avangrid tras recibir la aprobación final del regulador de Nueva York.[28]
- 2025: Vende su participación del 70% en la central hidroeléctrica Baixo Iguaçu a la eléctrica francesa EDF y al fondo de inversión francés STOA por 1.430 millones de reales.[51]
- 2025: Cierra un acuerdo con Kansai para coinvertir en el parque eólico marino Windanker, manteniendo el 51 % del control.[30]
- 2025: Acuerda con Macquarie la venta del 100 % de su filial británica de contadores inteligentes, SP Smart Meters Assets Limited.[52]

## Presidentes de la compañía

### Previos a la constitución de la misma
Presidentes de Hidrola
- José Luis de Oriol y Urigüen, presidente de Hidrola (1907-1941)
- José María de Oriol y Urquijo, presidente de Hidrola (1941-1985)
- Iñigo de Oriol Ybarra, presidente de Hidrola (1985-1992)

Presidentes de Iberduero
- Pedro de Careaga y Basabe, conde del Cadagua, presidente de Iberduero (1944-1977)
- Pedro de Areitio, presidente de Iberduero (1977-1981)
- Manuel Gómez de Pablos, presidente de Iberduero (1981-1992)

### Presidentes de Iberdrola
Presidentes de Iberdrola
- Iñigo de Oriol Ybarra, primer presidente de Iberdrola (1992-2005)[53]
- José Ignacio Sánchez Galán presidente de Iberdrola (2005-en el cargo)

## Líneas de negocio

### Energías renovables
El área de renovables del grupo es responsable de la generación y venta de energía eléctrica renovable a partir de las siguientes fuentes: eólica (terrestre y marina), hidráulica, fotovoltaica, biomasa, etc.
Iberdrola empezó a apostar por las energías renovables hace más de dos décadas y es hoy en día líder mundial en este ámbito, abanderando la transición energética hacia una economía baja en emisiones, llegando a superar los 40 000 MW de renovables operativas y 7100 MW en construcción en 2023. Un compromiso que se refleja en su plan inversor a 2025 —ahora ampliado a 2030—, con el que pretende duplicar su capacidad renovable, hasta los 60 GW en 2025, que ascenderían a 95 GW en 2030.
Hoy, destaca como la primera productora renovable entre las utilities europeas y en Estados Unidos. Entre 2023-2025 planea invertir 17 000 millones de euros en energías renovables.

#### Energía eólica

##### Terrestre
Iberdrola cuenta con 20 700 MW de capacidad instalada en operación y otros 4000 MW en construcción en más de 14 países, convirtiéndose en uno de los principales líderes mundiales en energía eólica terrestre. Cuenta con 15 000 aerogeneradores en más de 400 parques eólicos repartidos en tres continentes, entre los que destacan el Escudo (200 MW), el complejo eólico Herrera II (63 MW) y el Andévalo (292 MW) en España, Whitelee (539 MW) en Reino Unido y Oitis (566,5 MW) en Brasil, el proyecto eólico terrestre más grande de América Latina y el segundo más grande del mundo.

##### Marina
Durante la última década, Iberdrola ha invertido 30.000 millones de euros en energía eólica marina. La empresa cuenta actualmente con varias instalaciones offshore como East Anglia ONE (714 MW) y West Duddon Sands (389 MW) en Reino Unido y Wikinger (350 MW) en Alemania, y Saint-Brieuc (496 MW), el primer parque eólico marino a gran escala de la bretaña francesa, y tiene otros tantos en construcción, entre los que destacan: Baltic Eagle (476 MW) y Windanker (300 MW), en Alemania y el que será el primer parque eólico marino a escala comercial en Estados Unidos, Vineyard Wind 1 (806 MW).
A finales de 2023, Iberdrola contaba con 1793 MW de energía eólica marina en operación y 3000 MW en construcción o asegurados con contratos a largo plazo. Se planea que estén en funcionamiento antes de 2027 gracias a inversiones cercanas a los 30 000 millones de euros en todo el mundo durante esta década.
Asimismo, la estrategia de la compañía en el segmento eólico marino se verá impulsada por los procesos de subastas previstos a corto plazo en sus principales mercados: Europa (37 000 MW entre 2021-2022), Estados Unidos y Asia-Pacífico (13 800 MW hasta 2024). La expansión de la cartera de esta tecnología, asentada sobre nuevas plataformas de crecimiento con gran potencial como Japón, Polonia, Suecia e Irlanda, permitirá al grupo alcanzar los 12 000 MW operativos en 2030. En el segundo semestre de 2024 la empresa ha ganado una subasta eólica marina en Reino Unido con dos parques más de 1000 MW y se ha adjudicado la construcción de otro de 791 MW en EE. UU.

#### Energía solar fotovoltaica
Iberdrola planea invertir 150 000 millones de euros hasta 2030, con el objetivo de alcanzar una capacidad renovable de 95 GW. En 2023 cuentan con 4576 MW en energía fotovoltaica, incluyendo la planta operativa más grande de Europa en Badajoz. La empresa tiene previsto invertir otros 5500 millones de euros de 2023 a 2025 para apoyar un crecimiento de 8 GW. A partir de 2023, la capacidad fotovoltaica instalada de Iberdrola superará los 4 500 MW.
Algunos de los principales proyectos de energía solar de la compañía incluyen: Nuñez de Balboa (500 MW) y Francisco Pizarro (590 MW) en España, Santiago y Hermosillo (170 MW) en México, Fernando Pessoa (25 MW) en Portugal y Lund Hill (194 MW) en EE. UU. En Gran Bretaña, Iberdrola,compró diecisiete proyectos de energía solar fotovoltaica que suman más de 800 MW y ha puesto en marcha su primera instalación de este tipo en Italia, Montalto di Castro (23 MW). En Brasil, la filial Neoenergia planea instalar una planta fotovoltaica flotante.

#### Energía hidroeléctrica
Iberdrola cuenta con más de 14 000 MW de potencia instalada en todo el mundo y se mantiene como líder en almacenamiento de energía con una potencia de 4000 MW en hidroeléctricas de bombeo. Algunos de los principales proyectos hidroeléctricos del grupo son:
- Complejo Hidroeléctrico de Tâmega, en Portugal (1158 MW) - situado en el norte de Portugal, incluye tres presas y tres centrales hidroeléctricas: Gouvães, Daivões y Alto Tâmega.[72] Este complejo es uno de los mayores proyectos hidroeléctricos desarrollados en Europa en los últimos 25 años.[73]
- Central Hidroeléctrica de Baixo Iguaçu, en Brasil (245 MW) - con una capacidad instalada de más de 350 MW, suministra energía renovable a un millón de personas.[74]
- La Central Hidroeléctrica de Aldeadávila, en España (1242 MW) - una de las generadoras de electricidad más grandes de España. Su producción supone más del 8,5 % de la generación hidroeléctrica media del país, suficiente para abastecer a 733 000 hogares.[75]

#### Hidrógeno verde
En los últimos años, Iberdrola ha puesto el foco también en la generación de hidrógeno verde llegando a liderar internacionalmente su desarrollo con más de 60 proyectos en ocho países, entre ellos España, Reino Unido, Australia, Brasil y Estados Unidos, y creando una unidad de negocio dedicada. En España cuenta con dos proyectos pioneros en esta tecnología:
1. La planta de hidrógeno verde más grande de Europa, en Puertollano, Ciudad Real. Produce hidrógeno 100 % verde a partir de energía solar de una planta fotovoltaica integrada (100 MW). Ese hidrógeno sirve para la fabricación de amoniaco para la producción de fertilizantes de la fábrica Fertiberia.[77]

1. En 2022, la empresa inaugura la primera hidrogenera pública de España, en la zona franca de Barcelona. Abastece autobuses de TMB (Transports Metropolitans de Barcelona) y otros vehículos para el transporte de pasajeros y mercancías.[78]

Iberdrola cuenta con una cartera madura de proyectos a 2025 de 2400 MW y espera producir 350 000 toneladas de hidrógeno verde al año para 2030.

#### Centro de datos
La empresa ha anunciado en 2024 el lanzamiento de una filial especializada en Centros de datos. La filial, con el nombre CPD4Green, pretende ser el mayor hub europeo de centros de datos y procesamiento de IA.

### Generación y clientes
El área de Generación y Clientes del grupo se centra en la producción de electricidad mediante la construcción, operación y mantenimiento de centrales de generación, y compraventa de energía en los mercados mayoristas. Asimismo, se encarga de la comercialización al usuario final de energía y productos y servicios complementarios.Dentro del área, Iberdrola ofrece soluciones innovadoras para clientes en el ámbito residencial enfocados en la descarbonización, entre los que se incluyen movilidad eléctrica, autoconsumo, bomba de calor o aislamiento térmico.
Actualmente la empresa lidera el autoconsumo solar en España gestionando el 40 % de los clientes en esta modalidad. En cuanto a movilidad sostenible, la empresa cuenta con la red de recarga pública para coche eléctrico más extensa de España, con más de 5000 puntos operativos y otros 5000 pendientes (en construcción o trámite) a septiembre de 2023. El objetivo de Iberdrola es superar los 100 000 puntos de recarga para 2025, entre públicos y privados (residencial y empresas). Adicionalmente, la compañía asegura que estos puntos usan energía de procedencia 100 % renovable.
El 9 % de la inversión orgánica del plan 2020-2025 (6000 millones de euros) irá destinado a esta área. Al final del periodo, la compañía elevará a 60 millones los contratos con clientes en el mundo. La tendencia continuará al alza y, para 2030, la electrificación de los usos energéticos llevará al grupo Iberdrola a incrementar la base de sus contratos con clientes a 70 millones.

### Redes
El área de Redes del grupo Iberdrola se encarga de la construcción, operación y mantenimiento de líneas eléctricas, subestaciones, centros de transformación y otras infraestructuras para trasladar la energía eléctrica desde los centros de producción al usuario final. Desde 2023, Iberdrola opera uno de los sistemas de distribución de electricidad más grandes del mundo: con más de 1,2 millones de kilómetros de líneas eléctricas, más de 4400 subestaciones y 1,6 millones de transformadores, que distribuyen electricidad a más de 34,40 millones de personas en todo el mundo.
Iberdrola participa en la construcción de una autopista submarina de transmisión de energía entre Escocia y el noreste de Inglaterra. La línea eléctrica que conecta los estados de Minas Gerais y São Paulo, con una longitud de más de 1700 kilómetros, es el mayor proyecto de red de Iberdrola a nivel mundial. En Estados Unidos, la empresa, a través de su filial Avangrid, comenzará a modernizar las redes eléctricas del estado de Nueva York que permitirán la integración 4252 MW de renovables con una inversión de 3663 millones de dólares.

El 40 % de la inversión orgánica del grupo para el período 2020-2025 (más de 27 mil millones de euros) irá al área de redes. Esto permitirá que la base de activos regulados aumente a 47 mil millones de euros al final del período. Esta cifra incluye inversiones en transmisión, que alcanzarán los 4000 millones de euros. En 2024 Iberdrola compra la distribuidora eléctrica británica Electricity North West (ENW) por 5000 millones de euros convirtiéndose en el segundo operador de redes eléctricas en Reino Unido. Debido a esta compra, los activos regulados de Iberdrola en redes en el país alcanzan los 14.000 millones de euros.

Distribuidoras más imporantes. Son las empresas que mantienen las redes de transporte y distribución en cada zona:
e-distribución (Endesa)
i-DE (Iberdrola)
Unión Fenosa (Naturgy)
Redes (EDP)
Viesgo (Repsol)

## Sociedades

### Iberdrola España
Iberdrola España, S.A.U. es la subholding de Iberdrola en España. Cuenta con tres sociedades cabecera:
- Iberdrola Renovables Energía, S.A.U.
- i-DE Redes Eléctricas Inteligentes, S.A.U.
- Iberdrola Energía España, S.A.U.

### ScottishPower
ScottishPower es el cuarto mayor proveedor de energía en Reino Unido y cuenta con 3,3 millones de clientes de electricidad y 2,2 millones de gas en todo el país y 7380 empleados. Una empresa con activos de generación de energía hidroeléctrica, carbón, ciclos combinados de gas y cogeneración, así como una red de distribución que cubre 65 000 km de cables subterráneos y 47 000 km de líneas aéreas. ScottishPower participa en proyectos de redes inteligentes en Glasgow y Liverpool, y proporciona puntos de recarga como miembro del consorcio de Glasgow que desarrolla un proyecto de vehículos eléctricos. A 31 de diciembre de 2014, la capacidad instalada en Reino Unido alcanza los 6462 MW. La producción durante 2014 ascendió a 18 920 GWh.

### Avangrid Inc.
Desde el año 2015, la filial de Iberdrola en Estados Unidos es Avangrid Inc, resultado de la fusión de Iberdrola USA con UIL Holding. Avangrid es la sociedad subholding cotizada en los Estados Unidos de América con autonomía reforzada, que desarrolla todas las operaciones en este país de su compañía matriz, IBERDROLA, S.A., titular de un 81,50 %. Sus filiales proporcionan generación de electricidad renovable y térmica; transmisión y distribución de electricidad; almacenamiento y distribución de gas natural; y operaciones de energías renovables y servicios energéticos en 25 estados, desde Nueva Inglaterra a la Costa Oeste.
En 2024, Iberdrola ha llegado a un acuerdo para comprar el 18,4 % que no controlaba de Avangrid por 2551 millones de dólares.

### Iberdrola México, S.A. de C.V.
Iberdrola México, S.A. de C.V. es subholding de Iberdrola en México, una compañía energética global.
Iberdrola México opera en el país a través de dos sociedades cabeceras de negocio:
- Generación México, S.A. de C.V.
- Iberdrola Renovables México, S.A. de C.V.

La responsabilidad de Iberdrola México consiste en definir e implementar la estrategia del grupo en este país. Las sociedades cabeceras de los negocios tienen sus propios consejos de administración y tienen la responsabilidad y la capacidad de tomar las decisiones correspondientes a sus operaciones, asegurando la adecuada separación en la gestión de los distintos negocios.
En noviembre de 2015 fue inaugurado Pier II, el quinto parque eólico de Iberdrola en México con una potencia de 66 MW, tras la puesta en marcha de La Ventosa de 102 MW, La Venta III de 102 MW, Bii Nee Stipa de 26 MW y Dos Arbolitos de 70 MW.
Neoenergia
El grupo Iberdrola completó en agosto de 2017 una de las operaciones corporativas más importantes de su historia reciente: con la incorporación de Elektro Holding a Neoenergia, la compañía forma parte del gigante del mercado eléctrico brasileño y latinoamericano tras la aprobación de las Juntas de Accionistas de ambas compañías.
Neoenergia está presente en 18 estados y gestiona 13,9 millones de puntos de suministro en un área de concesión de cerca de 840 000 km². La compañía atiende, asimismo, a una población de más de 34 millones de personas y desde el 1 de julio de 2019 destaca como la principal eléctrica privada con presencia en la actividad de redes que cotiza en el B3 de São Paulo gracias a una capitalización de alrededor de 19 000 millones de reales brasileños.
Al cierre del primer trimestre de 2019, la capacidad total del grupo Iberdrola en Brasil se situó en 3712 MW, de los que 3180 MW son renovables, más del 85 %, lo que pone de relieve el compromiso de Iberdrola con el desarrollo de las energías limpias y la sostenibilidad energética.

### Iberdrola Inmobiliaria
La filial inmobiliaria de Iberdrola basa su actividad en la promoción de viviendas, la gestión y promoción de suelo y el arrendamiento de sus más de 249 000 m² de oficinas, hoteles, naves industriales y centros comerciales. En 2013 ha finalizado la construcción de la primera torre del proyecto de oficinas en Barcelona denominado Porta Firal, con 91 100 m². En la actualidad, tiene promociones residenciales en marcha en Madrid, Ávila, Málaga, Santander, Alicante, Ciudad Real y Mallorca.

## Activos en España

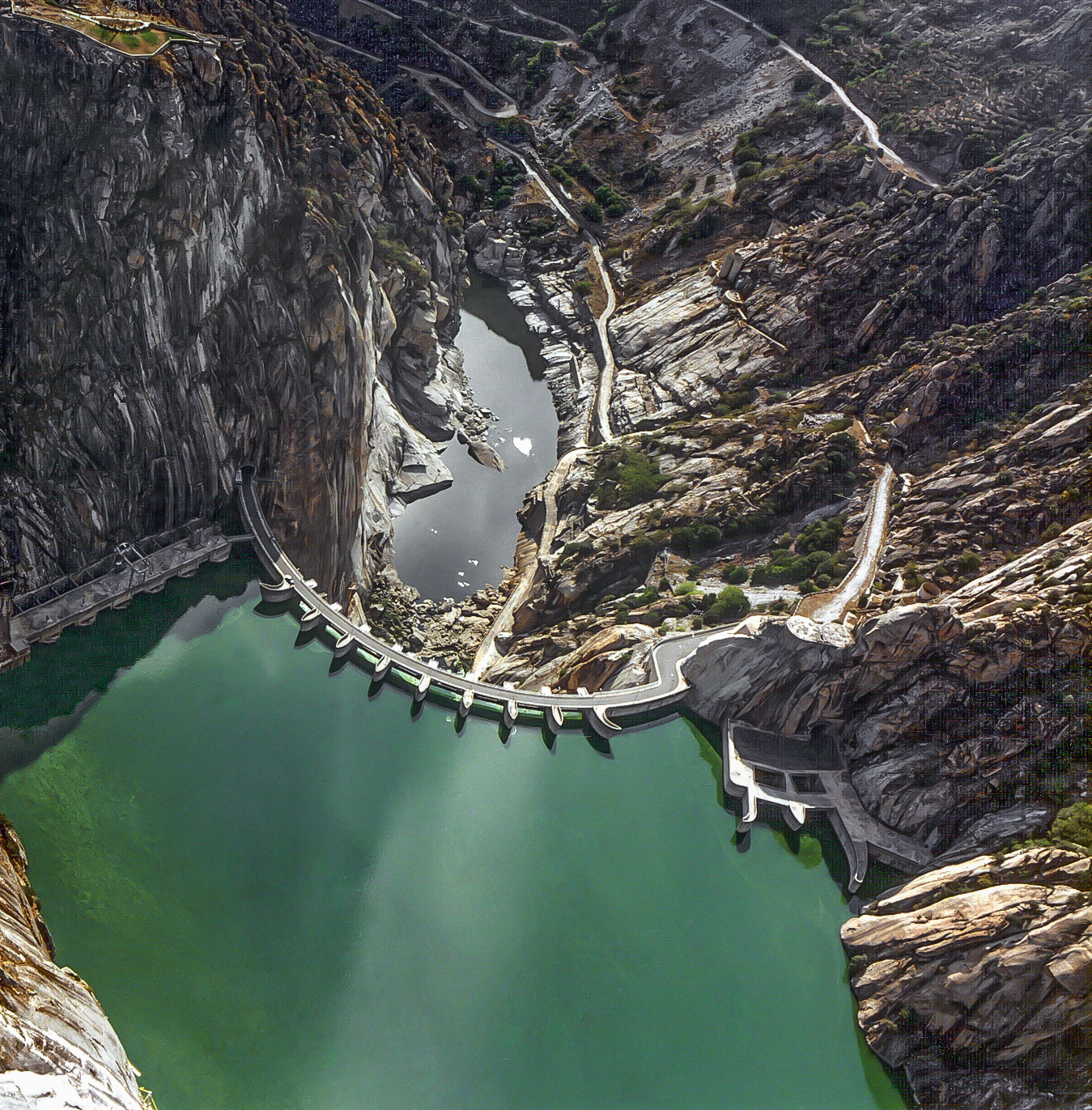
Presa de Aldeadávila, en la provincia de Salamanca, España

Iberdrola tiene en España diferentes proyectos de las diferentes líneas de negocio en las que trabaja y algunos son los siguientes:

### Centrales hidroeléctricas
Iberdrola posee importantes instalaciones hidroeléctricas situadas a lo largo de ríos importantes como el Tajo, el Júcar, el Tormes y el Duero.
Ha finalizado la construcción de la central Cortes-La Muela (en Cortes de Pallás, Valencia), de 848 MW, lo que supone una de las mayores centrales de bombeo de Europa. La compañía también ha finalizado la construcción del complejo hidroeléctrico Santo Estevo (175 MW) en el río Sil, y del proyecto San Pedro II.
- Complejo hidroeléctrico Tâmega,[95] al norte de Portugal: conlleva la construcción de tres nuevas centrales: Gouvães, Daivões y Alto Tâmega, que se levantarán sobre el río Tâmega, un afluente del Duero localizado en el norte de Portugal, cerca de Oporto. Las tres centrales sumarán una capacidad instalada de 1158 MW, lo que supondrá un aumento del 6 % de la potencia eléctrica total instalada en el país. El complejo será capaz de producir 1766 GWh al año, suficiente para satisfacer las necesidades energéticas de los municipios vecinos y de las ciudades de Braga y Guimarães (440 000 hogares). Además, esta gran infraestructura renovable tendrá capacidad de almacenamiento suficiente para dar servicio a dos millones de hogares portugueses durante un día entero. Tâmega acabará con la emisión de 1,2 millones de toneladas de CO2 anuales y diversificará las fuentes de producción, evitando la importación de más de 160 mil toneladas de petróleo al año. Además, fomentará la actividad económica y el empleo en la región, ya que durante toda la fase de construcción se estima que se generen hasta 3500 puestos de trabajo directos y 10 000 indirectos —el 20 % de los cuales proviene de los municipios vecinos—, a través de más de 100 proveedores, 75 de ellos portugueses. Asimismo, en la fase de operación se contratará a varios centenares de personas. El proyecto, que conllevará una inversión superior a los 1500 millones de euros, cuenta con la financiación del Banco Europeo de Inversiones (BEI).
- Centrales Hidroeléctricas La Muela Cortes I y II,situadas en Cortes de Pallás junto al río Júcar, en la Comunidad Valenciana. La Muela Cortes I cuenta con una potencia instalada de 1722 MW,[96] lo que la convierte en el mayor complejo hidroeléctrico de bombeo de Europa, con más de 2000 MW de potencia y capaz de generar unos 5000 GWh al año. La C.H. La Muela Cortes II[97] tiene una producción anual de alrededor de 800 GWh y junto a la capacidad de La Muela Cortes I, alcanza una potencia similar a la que consumen 400 000 hogares.
- Central hidroeléctrica de Aldeadávila I y II, situadas en la cuenca del Duero, en la provincia de Salamanca, Castilla y León. Aldeadávila I,[98] con 1139 MW de potencia instalada, comenzó a funcionar en 1963 con 718,2 MW y en 1986, con Aldeadávila II,[99] incrementa su potencia en 421 MW más, lo que la convierte, todavía a día de hoy, en la más importante del panorama hidroeléctrico español con sus 1139 MW. Fue un proyecto innovador para la época, al ser la primera central hidroeléctrica que se construía bajo el suelo y además por utilizar técnicas y medios desarrollados en Estados Unidos que nunca antes se habían empleado en España.
- Central Hidroeléctrica José María de Oriol en la provincia de Cáceres, Extremadura, con 900 MW de potencia instalada. Situada entre el puente romano de Alcántara y la confluencia de los ríos Tajo y Alagón, tiene una capacidad de más de 900 MW. Construida entre 1960 y 1970, la hidroeléctrica cuenta con cuatro grupos hidroeléctricos de 229 MW cada uno. La energía proviene del embalse de Alcántara, el segundo más grande de España. La central alberga el Centro de Operación de la Cuenca, que supervisa todas las hidroeléctricas de la compañía en la región.[100]
- Central hidroeléctrica de Villarino, sobre el cauce del Duero en Arribes, en la Cuenca del Tormes, en la provincia de Salamanca, Castilla y León, con 810 MW de potencia instalada. Tiene una presa de bóveda que es una de las más altas de España, con una altura de 202 m.[101]
- Central hidroeléctrica de Saucelle, en la provincia de Salamanca, Castilla y León, con 525 MW de potencia instalada.
- Central Hidroeléctrica Cedillo, situada en la Cuenca del Tajo, en Cedillo, Cáceres, provincia de Extremadura, en la frontera entre España y Portugal. Construida en 1975, la central tiene una potencia instalada de 500 MW y una altura de 66 m.[102]

### Plantas fotovoltaicas
Cuenta con plantas fotovoltaicas activas en Extremadura, Castilla y León, Castilla-La Mancha, Murcia y Aragón. Las principales instalaciones son:
- Planta Fotovoltaica de Francisco Pizarro, ubicada entre Torrecillas de la Tiesa y Aldeacentenera, Cáceres, Extremadura. Ocupa 1300 hectáreas de terreno convirtiéndose en la instalación fotovoltaica más grande de Europa. Compuesta por cerca de 1,5 millones de módulos fotovoltaicos, cuenta con 590 MW para abastecer a más de 334 000 hogares y evita la emisión a la atmósfera de 150 000 toneladas de CO2 al año.[103]
- Planta Fotovoltaica de Nuñez de Balboa, entre los municipios de Usagre, Hinojosa del Valle y Bienvenida, en Badajoz, Extremadura. La forman 1,43 millones de paneles solares extendidos en 1000 hectáreas y dispone de una potencia de 500 MW capaz de proveer energía renovable a 250 000 hogares.[104]
- Planta Fotovoltaica de Cedillo, en Cáceres, Extremadura con una potencia de 375 MW y ocupando una superficie de 484 hectáreas, tiene la declaración de impacto ambiental favorable.[105]
- Planta Fotovoltaica de Velilla, ubicada en Palencia, Castilla y León, con una potencia de 350 MW y 630 000 módulos, genera energía limpia para abastecer a 180.000 hogares al año y evita la emisión atmosférica de 85 000 toneladas de CO2 anuales.[106]
- Planta Fotovoltaica de Ceclavín (Oriol), en Cáceres, Extremadura, tiene una potencia de 328 MW. Suministra energía limpia a más de 175 000 hogares evitando la emisión de 110 000 toneladas de CO2 al año.[107]
- Planta Fotovoltaica de Arenales, en Cáceres, Extremadura. Cuenta con una potencia de 150 MW y con casi 400 000 paneles solares. Junto con otras dos plantas que tiene en Almaraz, produce energía para cubrir 118 000 hogares y evita más de 55 500 toneladas de CO2 al año.[108]
- Planta Fotovoltaica de Puertollano, en Ciudad Real, Castilla-La Mancha, con capacidad de 100 MW y ocupando una superficie de 250 hectáreas, es la primera fotovoltaica en España que dispone de un sistema de acumulación de energía con baterías y espejos bifaciales con una capacidad de 20 MWh. Evita la emisión de 39 000 toneladas de CO2 al año.[109]

Algunas plantas fotovoltaicas que se encuentran en construcción:
- Planta Fotovoltaica de Sabic, en Cartagena, Murcia, ya tiene permiso de construcción y estará operativa en 2024. Está previsto que sea la planta de autoconsumo más grande de Europa, invirtiendo más de 60 mill de euros para su construcción. Contará con una potencia de 100 MW y tendrá 263 000 paneles con los que se evitará un total de 700 000 toneladas de emisiones de CO2.
- Planta Fotovoltaica de Peñaflor, se localiza en Alfajarín, Zaragoza, Aragón. Está previsto que alcance los 136,5 MW y ocupe 215 hectáreas y cuenta con la aprobación de la declaración del impacto ambiental. Se sitúa próximo a los parques eólicos Campoliva I y II y a principios de 2024 estará funcionando.[110]
- Planta Fotovoltaica Salinas III, situada en Cuenca, Castilla-La Mancha. Junto a la planta Salinas II y la de Covatillas 3 ocupará una superficie de más de 354 hectáreas y la potencia total instalada será de 150 MW, suficiente para abastecer a más de 3000 viviendas.[111]
- Planta Fotovoltaica Hyb Ballestas[112] y Casetona, en Burgos, Castilla y León. Está construyendo dos plantas fotovoltaicas que alcanzarán los 74 MW, para hibridar el complejo eólico denominado BaCa,[113] con la que pretende mejorar sus recursos renovables y aprovechar las localizaciones ya existentes, convirtiéndose en la primera planta híbrida en España. Cuentan con la aprobación del Ministerio para la Transformación ecológica y el reto demográfico y del impacto ambiental.

### Plantas de hidrógeno verde
La compañía dispone de la planta de hidrógeno verde más grande en Europa:
- Planta de hidrógeno verde de Puertollano, en Ciudad Real, Castilla-La Mancha. Funcionando desde mayo de 2022, alcanza los 100 MW y cuenta con un sistema de baterías de ion-litio capaz de almacenar 20 MWh. Puede llegar a producir hasta 3000 toneladas de hidrógeno verde al año evitando una emisión de 48 000 toneladas de CO2 al año.[114]

### Parques eólicos
Posee también parques eólicos repartidos por diferentes puntos del país como Navarra, Granada, Pontevedra, La Rioja, Ciudad Real o Huesca:
- Parque eólico de Cavar, situado en Navarra, con 111 MW puede abastecer de energía a 45 000 hogares y evitar la emisión de 84 000 toneladas de CO2 al año.[115]
- Parque eólico de Ameixeiras, en Pontevedra, Galicia. En 2001 la Dirección General de Industria autoriza la construcción de este parque con un total de 75 aerogeneradores y una potencia total de 49,5 MW.[116]
- Parque eólico de Cabimonteros, en La Rioja, está formado por 75 aerogeneradores que alcanzan 48,4 MW en total y se reparten entre los municipios de Arnedillo (34), Ocón (18) y Robres del Castillo (23).[117]
- Parque eólico de Malefatón ubicado en el municipio de Higueruela, en Albacete, Castilla-La Mancha, consta de 74 aerogeneradores y forma parte de un complejo eólico formado por otros 4 parques también gestionados por Iberdrola (Cerro de la Punta,[118] Higueruela,[119] Virgen de los Llanos I[120] y Virgen de los Llanos II[121]) con los que suma un total de 243 aerogeneradores.[122]
- Parque eólico de Tardienta 1, situado en Huesca, Aragón. En funcionamiento desde 2017 está formado por más de 120 aerogeneradores que abastecen de energía a cerca de 79 000 familias.[123]
- Parque eólico de La Muela 1, situado en los municipios de Alcalá de la Vega y Algarra, en Cuenca, Castilla-La Mancha, está funcionando desde 2007 y tiene una potencia de 50 MW generada por 25 aerogeneradores.
- Parque eólico de Badaia, ubicado en Vizcaya, País Vasco, cuenta con 30 turbinas eólicas que producen una potencia total de 50 MW.
- Parque eólico de Dolar 1 y Dolar 3 situados en Granada, Andalucía forman parte del complejo El Marquesado[124] que posee en total 100 aerogeneradores que producen 2 MW cada uno. Están en funcionamiento desde 2008.[125]

### Centrales térmicas de ciclo combinado
- C. T. de Castejón 2, en Castejón (Navarra), con 386 MW.
- C. T. de Castellón, en Castellón, dos grupos con 1650 MW en total.
- C. T. de Santurce, en Santurce (Vizcaya), con 402 MW.
- C. T. de Arcos de la Frontera, en Arcos de la Frontera (Cádiz), dos grupos con 1613 MW.
- C. T. Bahía de Bizkaia, en Ciérvana (Vizcaya), compartida con otros tres operadores (EVE, Repsol y BP al 25 % cada uno), de 780 MW.
- C. T. de Aceca, en Villaseca de la Sagra (Toledo), de 391 MW.
- C. T. de Escombreras, en Cartagena (Murcia), con 831 MW.

### Centrales nucleares
Explota individualmente o con otras compañías las centrales nucleares de:
- Almaraz, propiedad y explotación junto a Naturgy y Endesa dentro de la Sociedad Centrales nucleares Almaraz-Trillo (CNAT).
- Cofrentes, es propiedad y está explotado por Iberdrola.
- Vandellós II, es propiedad de Endesa (72 %) e Iberdrola (28 %), explotada por la Asociación Nuclear Ascó-Vandellós II, A.I.E. formada por ambas empresas. La central Vandellós I se encuentra en proceso de desmantelamiento tras sufrir un accidente el 19 de octubre de 1989.
- Ascó II,[126] que es propiedad de Endesa Generación (85 %) e Iberdrola Generación (15 %) y está explotada por la Asociación Nuclear Ascó-Vandellós II, A.I.E.
- Trillo, es propiedad y está explotada por Iberdrola junto a Naturgy y Endesa dentro de la Sociedad Centrales nucleares Almaraz-Trillo (CNAT).
- Central nuclear Santa María de Garoña, explotada Nuclenor empresa formada por Iberdrola y Endesa, está parada desde el 16 de diciembre de 2012.

### Centrales térmicas
Iberdrola anunció en 2017 que abandonaba la producción de electricidad con carbón en todo el mundo. Por otra parte, Iberdrola también es propietaria de dos centrales más de ciclo convencional, paradas y en proceso de desmantelado, que utilizaban carbón como fuente principal de energía (aunque admitían fueloil y gasoil). Estas dos plantas quedaron sujetas al cierre de las centrales térmicas de carbón en España y son las de:
- C. T. de Velilla, en Velilla del Río Carrión (Palencia), que posee dos grupos de 148 y 350 MW en funcionamiento desde 1964 y 1984 respectivamente. Comenzó su demolición en 2021.[128] En marzo de 2022 se demolió la chimenea del Grupo I[129] y la del Grupo II, la más alta, se dinamitó a finales de junio de ese mismo año.[130]
- C. T. de Lada, en Langreo (Asturias), que llegó a contar con 4 grupos aunque en la actualidad solo posee uno de 350 MW puesto en funcionamiento en 1981.[131] Iberdrola solicitó su cierre en 2017 y en 2020 recibió la autorización del Ministerio para la Transición Ecológica y el Reto Demográfico.[132] Se prevé que para 2024 estará totalmente desmantelada.[133]

## Activos en el exterior
Iberdrola cuenta con un gran número de activos en todo el mundo, de los cuales 41 246 MW provienen de energía renovable.
En Estados Unidos, donde la compañía está presente, a través de Avangrid en veinticinco estados cuenta con un total de 9562 MW de capacidad instalada. Entre las principales instalaciones de energía eólica marina en fase de construcción en este país destacan Kitty Hawk, Vineyard Wind I y Park City Wind. Entre los distintos parques de energía eólica terrestre resaltan los parques El Cabo y Amazon US East, ambos en funcionamiento. También, cuenta con varios parques de energía fotovoltaica como Lund Hill (en operación) y True North (en construcción).
En Brasil, donde opera a través de su filial Neonergia, Iberdrola está presente en dieciocho estados y cuenta con 5217 MW instalados. Entre los parques eólicos terrestres destacan Oitis (en construcción) y Chafariz (en operación). También, es destacable la central hidroeléctrica denominada Baixo Iguaçu, operativa desde el año 2019, así como otra central de energía solar fotovoltaica llamada Luzia (en operación).
En Reino Unido, donde opera a través de su filial ScottishPower, la compañía cuenta con más de cincuenta instalaciones operativas y 2993 MW verdes instalados. Los proyectos operativos más importantes son los parques eólicos terrestres de Whitelee y de Kigalioch, y el parque eólico marino de East Anglia One con una capacidad instalada de 714 MW. La ampliación de este parque, llamado East Anglia Hub incluirá otros dos parques eólicos marinos en el Mar del Norte.
Asimismo, Iberdrola ha aumentado su presencia en varios países de Europa, donde cuenta o tiene en construcción importantes instalaciones de energías renovables.
En Alemania, Iberdrola suministra energía a clientes industriales y desde 2017 opera el parque eólico marino Wikinger, de 350 MW de capacidad instalada. Además, se encuentra en fase avanzada de construcción el parque eólico marino Baltic Eagle (476 MW) al cual se añadirá el Windanker (300 MW), su tercer gran proyecto eólico marino en el mar Báltico.
En Francia, el principal proyecto es el parque eólico marino de Saint-Brieuc, inaugurado en 2024, cuenta con 496 MW de capacidad instalada.
En Portugal, cuenta con el complejo hidroeléctrico del Tâmega, recién inaugurado y también está desarrollando una gran planta de energía solar fotovoltaica.
En Grecia, donde ya cuenta con 421 MW de potencia instalada, destaca el parque éolico terrestre de Askio III. También cuenta con parques eólicos en Polonia y prevé importantes inversiones en Italia.
En México, tras la venta de sus activos no renovables, la compañía mantiene sus parques eólicos y fotovoltaicos, entre ellos destaca la planta fotovoltaica Santiago y Hermosillo así como diferentes planes de inversión.
En Australia, Iberdrola cuenta con trece instalaciones y 1338 MW de potencia instalada. Entre sus proyectos en el país, destaca el parque de energía eólica terrestre llamado Port Augusta.

## Energías renovables

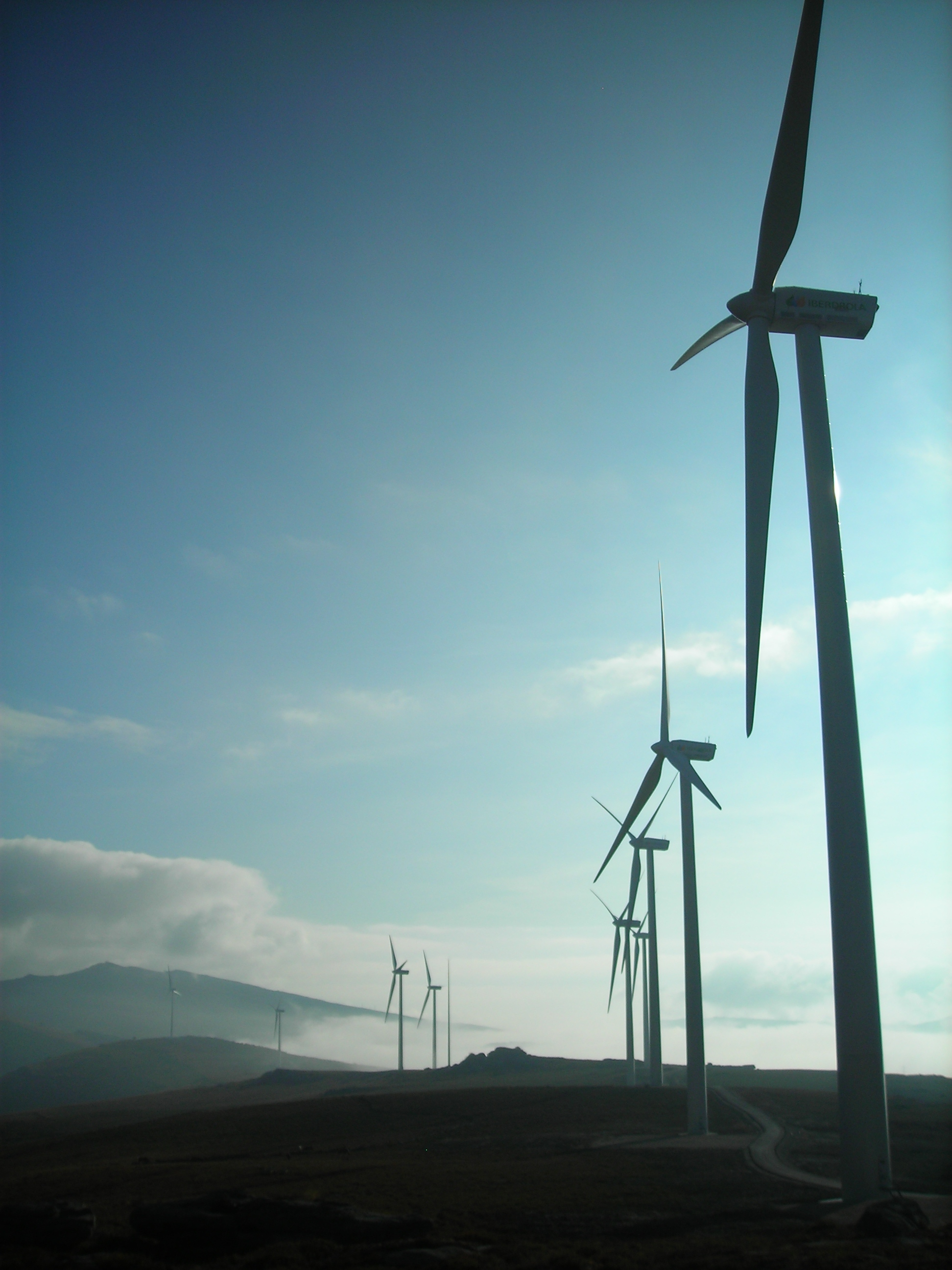
Generadores eólicos en el Parque La Cotera, Burgos, España

Su filial denominada Iberdrola Renovables Energía, S.A, con domicilio social en España, realiza las actividades liberalizadas de generación eléctrica y comercialización de energía eléctrica a través de fuentes de energía renovable.
Las actividades se desarrollan, por Iberdrola Renovables Energía, S.A., fundamentalmente en España y en el área geográfica que se extiende a Portugal, Italia, Grecia, Rumania, Hungría y algunos otros países y se llevan a cabo bien directamente, de forma total o parcial, o bien mediante la titularidad de acciones, participaciones, cuotas o partes equivalentes en otras sociedades o entidades.
Principales activos
- Centros de Operación de Energías Renovables - CORE (Toledo, Portland, Glasgow y Palermo)

Los Centros de Operación de Energías Renovables de Iberdrola, ubicados en Toledo, Portland, Glasgow y Palermo, son las instalaciones de renovables más importantes del mundo, pioneras en el sector eléctrico por su avanzada tecnología. Desde estos centros, se controlan las 24 horas del día y los 365 días del año todas las instalaciones renovables de Iberdrola por todo el mundo y sus subestaciones asociadas. El primer CORE de Iberdrola se instaló en Toledo en 2003 y posteriormente se han ido poniendo en funcionamiento el resto de ellos.
- Complejo eólico de Whitelee (Glasgow, Escocia) Parque eólico de Whitelee Glasgow.

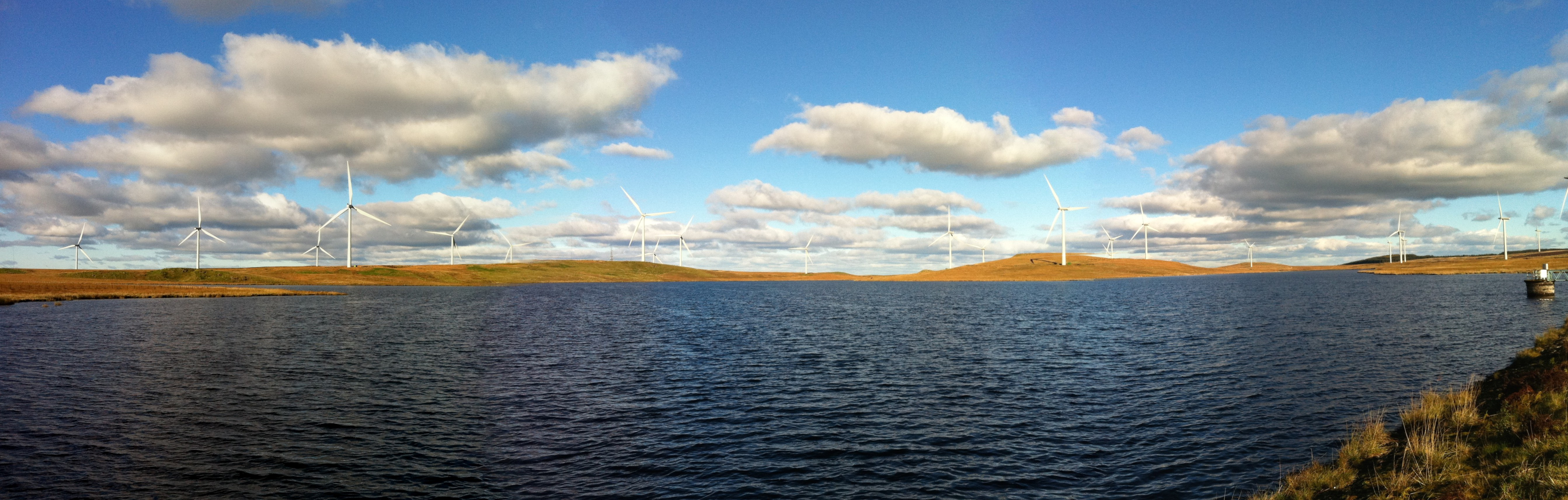
Parque eólico de Whitelee Glasgow.

Es el mayor parque eólico de Europa. Cuenta con una capacidad instalada de 539 MW. El complejo está situado al sur de Glasgow y cubre una superficie de 55 kilómetros cuadrados, el equivalente al tamaño de la propia Glasgow. Cuenta con un aula educativa sobre las energías renovables, la primera de estas características en Reino Unido, que está permitiendo la difusión masiva de información acerca de las principales características de las distintas energías renovables. Whitelee ha obtenido el prestigioso Queen’s Award por su compromiso con la sostenibilidad. El galardón ha venido a reconocer la excelencia en la gestión del hábitat del entorno, así como el fomento de la implicación de la población local con este proyecto de energías renovables.
- Complejo eólico de El Andévalo (Huelva, España)

El Complejo eólico de El Andévalo, puesto en marcha en 2010, es la instalación eólica más grande de España y de la Europa Continental. Dispone de una potencia de 292 MW y está situado entre los municipios de El Almendro, Alosno, San Silvestre y Puebla de Guzmán, al sur de la provincia de Huelva. Para evacuar la energía generada por estos parques y conectarlos a la red de transporte, la empresa ha construido una nueva línea de 120 kilómetros de longitud entre España y Portugal que ha convertido este Complejo eólico en un punto estratégico en las interconexiones eléctricas entre ambos países.
- Complejo eólico de Peñascal (Texas, USA)

El complejo eólico de Peñascal es la instalación más grande de la empresa en el mundo, con 404 MW de potencia, que se está ampliando a 606 MW. Está situado en el Condado de Kenedy (Texas) y, entre las novedades que incluye, figura un radar que permite detectar la llegada de grandes bandadas de aves migratorias y parar los aerogeneradores si las condiciones de visibilidad son un peligro para estas.

## Parques eólicos marinos
Iberdrola inauguró en octubre de 2014 su primer parque eólico marino: West Of Duddon Sands, en la costa noroeste de Inglaterra, con una potencia de 389 MW y una inversión de más de 2000 millones de euros, con lo que suministra electricidad a unos 300 000 hogares británicos.
La energía eólica marina se ha convertido también en motor de crecimiento futuro del grupo: en la actualidad, opera ya más de 17300 MW de capacidad instalada (Saint Brieuc, Wikinger, East Anglia ONE y West of Duddon Sands) y mantiene 2100 MW en construcción, con los que triplicará su capacidad actual. Su cartera de proyectos eólicos marinos supera los 20 000 MW en mercados tradicionales, como el Reino Unido, Estados Unidos, Alemania, Francia y en nuevas plataformas, como es el caso de Taiwán, Irlanda, Japón, Suecia y Polonia. Actualmente la empresa tiene cuatro proyectos eólicos marinos operativos y cuatro en construcción: en 2025 entrarán en operación Baltic Eagle (Alemania) y Vineyard Wind I (EE.UU) y el año siguiente East Anglia 3 (UK) y Windanker (Alemania).
La compañía ha lanzado un plan de inversión récord de 150 000 millones de euros durante la próxima década -75 000 millones de euros a 2025-, que permitirán a la compañía triplicar su capacidad renovable y duplicar los activos de red, maximizando las oportunidades de la revolución energética. Con una inversión de 120 000 millones de euros en los últimos veinte años, Iberdrola es líder en energías renovables con más de 35 000 MW de capacidad instalada, un volumen que convierte a su parque de generación en uno de los más limpios del sector energético. Con unas emisiones de 43 grCO2 / kWh en Europa, que ya son dos tercios inferiores a la media europea, la estrategia de invertir en energías y redes limpias permitirá a Iberdrola ser "neutra en carbono" en Europa a 2030.

## Consejo de administración
Componen el consejo de administración 13 miembros, incluido su presidente José Ignacio Sánchez Galán, consejero delegado, Armando Martínez Martínez, Juan Manuel González Serna, Anthony L. Gardner, Íñigo Víctor de Oriol Ibarra, María Helena Antolín Raybaud, Manuel Moreu Munaiz, Xabier Sagredo Ormaza, Sara de la Rica Goiricelaya, Nicola Mary Brewer, Regina Helena Jorge Nunes, Ángel Jesús Acebes Paniagua y María Ángeles Alcalá Díaz.

## Accionistas significativos
Los principales accionistas de Iberdrola S.A. son el fondo soberano de Catar -Qatar Investment Authority, con el 8,694 %; el fondo estadounidense Black Rock Inc, con el 5,395 %; y el banco público noruego Norges Bank con el 3,116 %.
| Accionista       | Derechos de voto | Sociedad                   |
| ---------------- | ---------------- | -------------------------- |
| Estado de Catar  | 8,694 %          | Qatar Investment Authority |
| BlackRock        | 6,619 %          | BlackRock, Inc.            |
| Banco de Noruega | 2,930 %          | Norges Bank                |
| Autocartera      | 1,893 %          | N/A                        |
| Free float       | 79,864 %         | N/A                        |

## Críticas y controversias
Aunque desde principios del siglo XXI la compañía entabló una política de marketing en la que primaban los criterios medioambientales, sociales y de buen gobierno (ESG) y se decía que estaba absolutamente comprometida con la ética, la transparencia y el gobierno corporativo, reforzando ese compromiso con la inclusión en sus estatutos de los Objetivos de Desarrollo Sostenible (ODS) de la Agenda 2030 de Naciones Unidas, ha sido sin embargo centro de diferentes críticas y controversias.

### Acusaciones de sobornos a políticos en España
En abril de 2015, la Agencia Tributaria denunció ante la Fiscalía Anticorrupción una supuesta red de comisiones de Iberdrola y otras eléctricas a políticos y altos cargos de Castilla y León, todos pertenecientes al Partido Popular (PP) por un valor estimado en 110 millones de euros para la autorización rápida de parques eólicos en la comunidad. Por ejemplo Hacienda investiga a Rafael Delgado Núñez, alto cargo de la Junta de Castilla y León entre 1995 y 2011 por recibir 535 721€ de origen desconocido desde Suiza; o a Alberto Esgueva, antiguo consejero delegado de la empresa pública Excal SA, dependiente de la Consejería de Economía de Castilla y León, que creó una sociedad junto a una filial de Iberdrola aportando 24 400€ (el 40 %), participación que sólo dos años después Iberdrola le compró por 13,5 millones de euros. Iberdrola también habría dado siete millones de euros a la empresa Cronos Global, cuyo 50 % pertenece a Esgueva, y que durante años habría realizado unos movimientos de divisas de cientos de millones de euros a pesar de su pequeño tamaño. En total Hacienda señalaba que Esgueva había recibido de Iberdrola 47,1 millones de euros.
En sus alegaciones ante Hacienda, que figuran en el informe del inspector, Iberdrola asegura que Castilla y León es la comunidad en la que más rápido se tramitaban las autorizaciones de explotación y las gestiones administrativas. Estos casos también salpicaron a otras eléctricas como Endesa y a distintos empresarios y políticos del PP.

### Contadores inteligentes
Según diversas asociaciones como la Plataforma por un Nuevo Modelo Energético (Px1NME), la Asociación de Usuarios de Bancos, Cajas y Seguros (ADICAE), la Asociación General de Consumidores (ASGECO) y la Confederación Española de Consumidores y Usuarios (CECU), la sustitución de los antiguos contadores por los nuevos contadores inteligentes supondrá un aumento importante en el precio de la factura de la luz sin aportar ningún beneficio al consumidor. Varios medios de comunicación españoles se han hecho eco de la noticia indicando en detalle todas las desventajas de los nuevos aparatos. Sin embargo, otros medios de comunicación han publicado las ventajas de los mismos e incluso empresas críticas con las grandes eléctricas, como Hola Luz, los defienden al considerar que "permitirán una lectura real a distancia en todo momento, evitar las temidas lecturas estimadas y lo más importante os ayudarán a ahorrar en vuestra factura de la luz".

### Autopromoción en Wikipedia
Según una investigación realizada por el periódico español Expansión en 2013:

Empleados de Iberdrola gestionan la página de la empresa, la de su presidente Ignacio Sánchez-Galán y la de varias centrales hidroeléctricas del grupo. No aparecen referencias a las disputas entre Galán y el principal accionista de la eléctrica, la constructora ACS. La única, que ha incluido la propia Iberdrola, es un enlace a una noticia que habla de la «derrota de ACS».

### Acusación de manipulación del mercado eléctrico
En noviembre de 2015 la Comisión Nacional de los Mercados y la Competencia impuso una sanción de 25 millones de euros a Iberdrola, al considerar probada la manipulación del precio de la energía eléctrica en 2013, algo calificado de conducta muy grave. En concreto, según este organismo, la compañía eléctrica manipuló fraudulentamente el mercado mediante incrementos del precio de la oferta de las centrales hidráulicas de los ríos Duero, Sil y Tajo, entre el 30 de noviembre de 2013 y el 23 de diciembre de 2013. El caso fue recurrido por Iberdrola, que ha sostenido la legalidad de su actuación hasta que, en enero de 2024, la Audiencia Nacional ha absuelto a Iberdrola y a cuatro directivos justificando que no hubo delito porqué en 2013 las tarifas eran libres.

### Situación de oligopolio
En el sector eléctrico español únicamente existen cinco grandes compañías, aunque de acuerdo con un informe de la CNE (Comisión Nacional de Energía) solo tres de ellas, Endesa, Iberdrola y Gas Natural dominan el 90 % del mercado. Según los datos de Eurostat España es uno de los países de Europa con la electricidad más cara.
En 2011, la Comisión Nacional del Mercado de Valores impuso una multa de 61 millones de euros a Endesa, Iberdrola, Gas Natural Fenosa (actual Naturgy), Hidroeléctrica del Cantábrico (actual TotalEnergies) y E.ON (actual Viesgo). Se les acusa de haber pactado precios y otras condiciones comerciales, así como de obstaculizar a los usuarios la posibilidad de poder cambiarse de empresa comercializadora, denegando el acceso a los datos de los clientes.
En 2015, la Audiencia Nacional anuló la multa de 61 millones de euros de la CNMC a las eléctricas por pacto de precios. La Audiencia Nacional sostiene que el tema prácticamente se ha resuelto por el Tribunal Supremo al invalidar la orden por investigación, lo que lleva a considerar como "prueba obtenida de manera ilícita" la información recopilada durante la inspección en una de las eléctricas.

### Sistema marginalista del mercado energético español
Debido al sistema marginalista del mercado mayorista de la electricidad en España, existen voces que apoyan la teoría de que se venden las energías más baratas de producir al precio de las más caras. Acorde a esta opinión, las eléctricas conseguirían, por tanto, unos márgenes de beneficio elevados, conocidos en inglés como windfall profits, o beneficios sobrevenidos. Joan Baldoví, diputado de Compromís por la provincia de Valencia en el Congreso de los Diputados, saltó a la escena mediática apoyando esta teoría. "Hay que hacer auditorías para saber lo que cuesta la luz y pagar por lo que vale realmente".
De una opinión diferente es la europea ACER, la Agencia de Cooperación de los Reguladores de la Energía, que trabaja con las autoridades de reglamentación en cada país, supervisando los mercados mayoristas de la energía para encontrar y prevenir de abusos del mercado. En un informe elaborado por este organismo, ACER defiende el modelo generalista afirmando que se trata del único que permite que los generadores no inflen sus costes y por tanto los precios, contraviniendo de esta manera la existencia de los llamados windfall profits.
Estas diferencias de opinión entre voces a favor y en contra sigue abierta a debate hoy en día, dado que si se contempla la existencia de windfall profits, también debe contemplarse la existencia de su opuesto, las llamadas windfall losses, pérdida sobrevenidas; beneficios significativamente por debajo de lo normal y duraderos en el tiempo a causa de circunstancias extraordinarias e imposibles de prever en el mercado, y por tanto ajenas al control de empresas como Iberdrola o cualquier otra del panorama eléctrico español. En caso de rechazar los beneficios pero no compensarse las pérdidas, tendrían lugar ineficiencias. Esto provocaría un esquema de riesgo asimétrico que soportados por los accionistas y un desincentivo a la inversión en el país.
El 13 de septiembre de 2021, el gobierno presidido por Pedro Sánchez, del Partido Socialista Obrero Español y Podemos, anunció que recortaría estos beneficios para atenuar la subida del precio de la luz ocasionada por la subida histórica de los precios del gas. La patronal del sector de la energía nuclear respondió amenazando con el cierre anticipado de las centrales nucleares. El decreto para realizar el recorte fue aprobado en el Congreso de los Diputados el 15 de octubre de 2021. PNV, Junts y PDeCAT se abstuvieron. PP, Vox y Ciudadanos votaron en contra.

### Pobreza energética
La pobreza energética es la imposibilidad de una familia o una persona de pagar la cantidad mínima de energía para satisfacer sus necesidades básicas. Actualmente en España se dan casos de pobreza energética habiéndose producido casos que han llegado a provocar muertes por uso de otras fuentes de energía para el alumbrado o la calefacción. Las diferentes administraciones competentes han ido firmando con las empresas energéticas, entre ellas las del grupo Iberdrola, acuerdos para evitar casos graves de pobreza energética. Iberdrola afirma que tiene protegidos al 99 % de sus clientes comprometiéndose a no cortar la luz por impago a los clientes vulnerables que les remitan.

### Polémicas por desembalses
Iberdrola desembalsó en verano de 2021 más de un 70 % del agua almacenada en el embalse de Ricobayo, provincia de Zamora, para producir electricidad, en un momento en el que el precio final de la electricidad alcanzaba máximos históricos. Debido al sistema marginalista del mercado mayorista de la electricidad en España, la energía producida con el desembalse se pagó al precio de la producida con gas natural, muy elevado en ese momento, mientras que esta energía es una de las más baratas. La ministra para la Transición Ecológica del Gobierno de España, Teresa Ribera, llegó a calificar la maniobra de escandalosa y el gobierno procedió a abrir un expediente informativo a la compañía. La maniobra también se realizó en los embalses de Valdecañas (Cáceres), Salas, Cenza y As Portas (Ourense) y Belesar (Lugo).
Sin embargo, El Ministerio para la Transición Ecológica y el Reto Demográfico reconoció que ni la Confederación Hidrográfica del Duero ni la del Tajo abrieron expedientes con relación a las turbinaciones ocurridos el verano de 2021 en embalses como Ricobayo (Zamora) y Valdecañas (Cáceres) pues se hicieron por necesidad del mercado eléctrico y con autorización de las Confederaciones.
En el caso de Ricobayo además, El Servicio de Protección de la Naturaleza (SEPRONA) dependiente de la Guardia Civil, dictaminó que no “no se aprecia afección grave que atente contra al medio natural y la fauna” del embalse, de hecho los agentes del Seprona concretan que no tienen constancia, “ni se observa muerte de fauna existente” en la zona. En tal informe se basó la decisión final del Juzgado de Instrucción n.4 de Zamora que finalmente archivó la querella contra Iberdrola por el turbinado del embalse de Ricobayo.
El agua liberada para generar electricidad no se consume ni se pierde, se recoge y se utiliza de manera controlada en un sistema de embalses conectados y regulados. Además también se deja circular por el río para cumplir con el Convenio de Albufeira firmado entre los Gobiernos de España y Portugal.

### Confusión de los clientes
A menudo se alude a que las eléctricas complican la presentación de los ya complicados esquemas de la factura de la luz para confundir al usuario. Solo el 11 % de los usuarios dice entender completamente la factura de la luz. "En caso de tener los suministros mal contratados, puede suponer un antes y un después, cantidad que suele ser mayor en colectivos en situación de vulnerabilidad, ya que pueden ser beneficiarios del bono social", señalan desde la Fundación de Familias Monoparentales Isadora Duncan. "Ningún año la oferta del mercado libre ha sido más barata que la del mercado regulado, pese a los presuntos descuentos ofertados por las eléctricas, por lo que estar en el mercado regulado es la vía más sencilla para ahorrar, aunque no siempre la más ética o ecológica", resaltan. Entre 2021 y 2022, con la circunstancia de los máximos históricos del precio del gas y la invasión rusa de Ucrania de 2022, sí podían encontrarse en el mercado libre precios más baratos que los ofrecidos en el regulado. El 5 de mayo de 2022, en unas polémicas declaraciones, el presidente de Iberdrola, José Ignacio Sánchez Galán, indicó que «solamente los tontos que siguen con la tarifa regulada marcada por el Gobierno pagan ese precio [más caro]». Sin embargo, el 7 de mayo de 2022, Ignacio Galán pidió perdón a todos los clientes del mercado regulado.
En noviembre de 2022 se conoció que Iberdrola había programado la web de su tarifa regulada del gas, más barata, para que no pudiera encontrarse en las búsquedas de Google.
La Comisión Nacional de los Mercados y de la Competencia (CNMC) descarta sancionar a las grandes compañías del sector del gas natural. Competencia sí estudia obligar a tener siempre un canal en Internet para contratar tarifas reguladas de gas y evitar colapsos.

### Caso Villarejo
En noviembre de 2024 el juez de la Audiencia Nacional Manuel García-Castellón declara a la compañía Iberdrola como responsable civil en el juicio de la Pieza Tandem donde se juzgan la contratación de los servicios del comisario Villarejo para obtener información sobre la competencia e investigar a accionistas críticos.

## Patrocinios deportivos
Iberdrola es Socio de Igualdad del Comité Olímpico Español y apoya tanto a los Juegos Olímpicos como a los Paralímpicos. La compañía apoya el deporte español durante más de dos décadas a través de acuerdos globales con el Consejo Superior de Deportes (CSD) y los Comités Olímpicos y Paralímpicos (COE y CPE), así como con diversas federaciones deportivas. La compañía ha sido patrocinadora del Equipo Paralímpico Español desde su creación en 2005, contribuyendo al Plan de Apoyo Deportivo Objetivo Paralímpico (ADOP). El plan ADOP comprende un Programa de Becas destinado a otorgar asistencia financiera a los atletas junto con un Programa de Servicios que abarca un sistema integral de apoyo a la capacitación con acceso a instalaciones de entrenamiento avanzado, atención médica y más.
La empresa promueve 32 Federaciones Nacionales (incluidas las Federaciones Nacionales de Atletismo, Bádminton, Balonmano, Boxeo, Deportes de Hielo, Esgrima, Fútbol, Gimnasia, Hockey, Karate, Piragüismo, Rugby, Surf, Tenis de mesa, Triatlón y Voleibol, a las que en 2018 se añadieron Actividades Subacuáticas, Bolos, Deportes de Invierno, Levantamiento de pesas, Judo, Lucha Olímpica, Montañismo y Escalada, Natación, Patinaje, Pelota, Remo, Squash, Taekwondo, Tenis, Tiro con Arco y Vela), y cuenta con más de 100 competiciones con el derecho de denominación Iberdrola, incluyendo 32 ligas. Iberdrola apoya la vela, incluyendo el Iberdrola Sailing Team, logrando notables resultados en competiciones nacionales e internacionales.
Desde 2016, Iberdrola promueve y patrocina el deporte femenino en España, apoyando a 600 000 mujeres federadas.
En 2016, Iberdrola se convirtió en la principal promotora del programa Universo Mujer del Consejo Nacional de Deportes (CDS), que tiene como objetivo promover y desarrollar el deporte femenino como instrumento para reconocer el importante papel de las mujeres, tanto en el deporte como en la sociedad. Gracias a esta alianza, el número de mujeres miembros en las disciplinas apoyadas por la empresa ha aumentado en un 40 %. La compañía primero asumió su contrato de título para el nivel superior de las mujeres domésticas antes de la temporada 2016/17 y ha acordado extender eso hasta la campaña 2024/25. El acuerdo cubre la segunda división, así como la Copa de la Reina y la Supercopa de España.
Iberdrola firma un convenio de patrocinio con la Real Federación Española de Fútbol (RFEF) como patrocinador principal de la Selección Española de Fútbol Masculino.
A partir de 2023, la compañía es el principal patrocinador de la selección femenina de fútbol, la sub-19 y sub-17, la Primera División de Fútbol Femenino - la Primera Iberdrola, así como la Copa de La Reina-Iberdrola y la Supercopa-Iberdrola, entre otros.
Iberdrola también promueve el fútbol femenino en Brasil y Escocia. La filial de Iberdrola, Neoenergia, se convirtió en la primera patrocinadora dedicada del fútbol femenino brasileño cuando firmó un acuerdo con la Confederación Brasileña de Fútbol (CBF) en 2021.
La filial de Iberdrola ScottishPower patrocina el fútbol femenino en Escocia. Ha acordado una asociación de tres años y un acuerdo de patrocinio con el fútbol femenino escocés (SWF) y la Primera división femenina escocesa (SWPL) para apoyar el fútbol femenino en todas las edades y etapas, y convertirse en el socio principal exclusivo de Scottish Fútbol femeninol y la Primera división femenina escocesa, patrocinando las copas escocesas del desafío juvenil en los tres grupos de edad, así como la Liga Femenina Escocesa de las Highlands e Islas.

## Imagen gráfica

Wordmark de Iberdrola de 2001 a 2023.
Logo de Iberdrola desde 2023.
Logo compacto de Iberdrola desde 2023.
Imagotipo de Iberdrola desde 2023.